# Барано-д'Іскія
Барано-д'Іскія (італ. Barano d'Ischia) — муніципалітет в Італії, у регіоні Кампанія,  метрополійне місто Неаполь.
Барано-д'Іскія розташоване на відстані близько 180 км на південний схід від Рима, 31 км на південний захід від Неаполя.
Населення — 10 143 особи (2014).
Покровитель — святий Рох.

## Демографія
Населення за роками:

Станом на 1 січня 2023 року в муніципалітеті офіційно проживало 485 іноземців з 47 країн, серед них 170 громадян країн Євросоюзу та 118 громадян України.

## Сусідні муніципалітети
- Казаміччола-Терме
- Іскія
- Серрара-Фонтана